# فقاعة هوائية

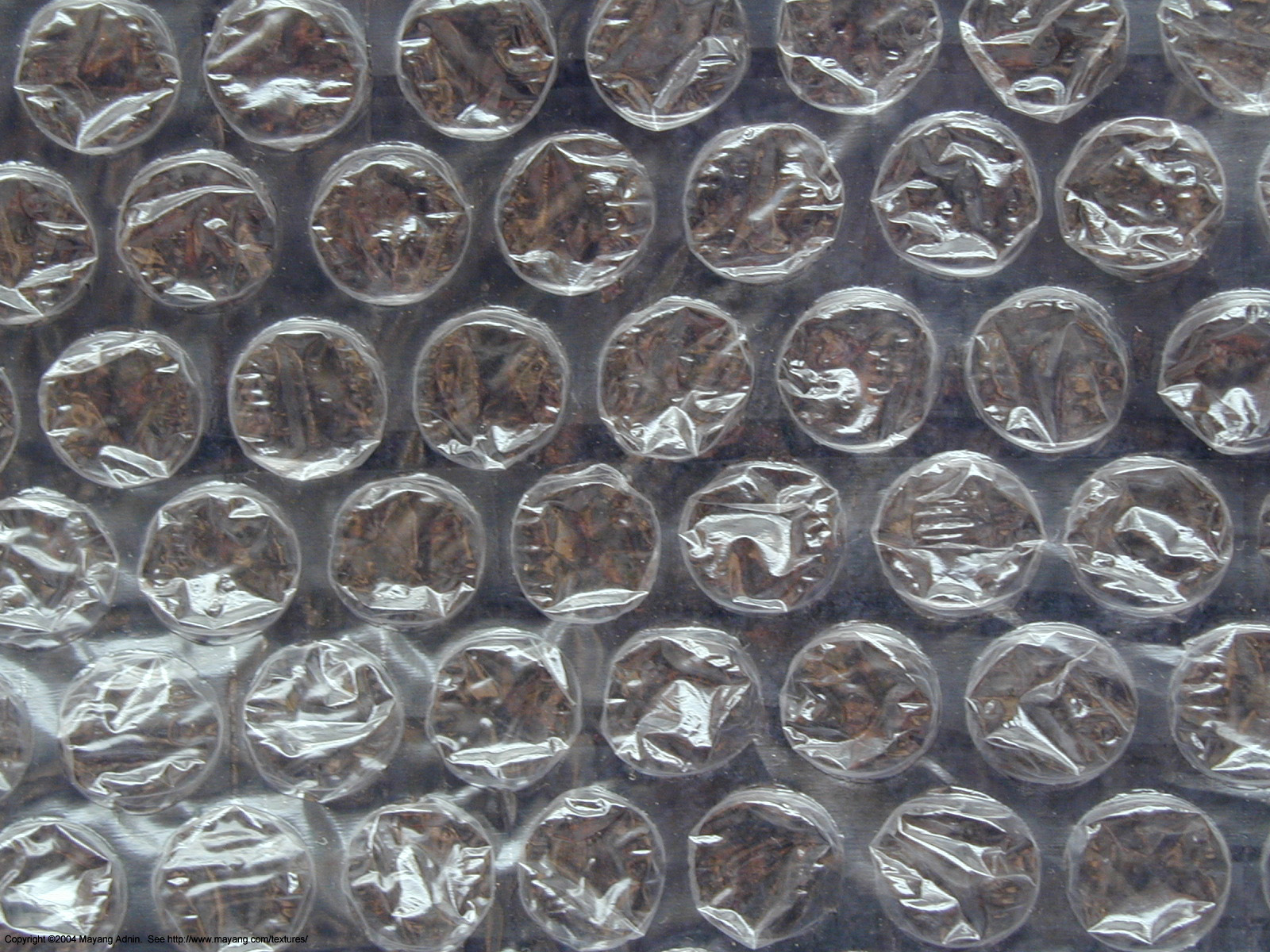
الفقاعة الهوائية.

الفقاعة الهوائية هو مادة لدائنية شفافة مرنة تستخدم لتغليف المواد القابلة للكسر. تتباعد هذه الفقاعات بشكل منتظم، وهي ممتلئة بالهواء وبالتالي فهي تعمل كوسادة وقائية للأجهزة والمواد الهشة القابلة للكسر.

## التصميم
توجد هذه الفقاعات بأحجام مختلفة طبقا لحجم الشيء المراد تغليفه، ودرجة الحماية المطلوبة.
يتراوح حجم الفقاعة من 6 مم إلى 26 مم.
لا تعتمد درجة الحماية للمواد القابلة للكسر على حجم الفقاعات الهوائية فحسب، بل تعتمد أيضا على نوعية المادة اللدائنية المستخدمة في صناعتها. فمثلا الرقاقات الإلكترونية الحساسة يتم تغليفها بأفلام مصنعة من مواد لدائنية معينة لحمايتها من تأثير الكهرباء الساكنة الضار الذي قد يعمل على إتلافها.

## الاستخدام الترفيهي
تستخدم أفلام الفقاعات الهوائية في بعض الأحيان كإحدى وسائل التسلية، نظرا لصوت الفرقعة المميز الذي يحدث عند ضغطها.